# El Pedroso de la Armuña
El Pedroso de la Armuña é um município da Espanha na província de Salamanca, comunidade autónoma de Castela e Leão, de área 20,26 km² com população de 293 habitantes (2007) e densidade populacional de 13,77 hab/km².

## Demografia
| Variação demográfica do município entre 1991 e 2004 | Variação demográfica do município entre 1991 e 2004 | Variação demográfica do município entre 1991 e 2004 | Variação demográfica do município entre 1991 e 2004 |
| --------------------------------------------------- | --------------------------------------------------- | --------------------------------------------------- | --------------------------------------------------- |
| 1991                                                | 1996                                                | 2001                                                | 2004                                                |
| 363                                                 | 332                                                 | 302                                                 | 278                                                 |